# Aeropuerto Internacional de Detroit
El Aeropuerto Internacional de Detroit (IATA: DTW, OACI: KDTW, FAA LID: DTW), también conocido como Aeropuerto Metropolitano del Condado Wayne de Detroit, Aeropuerto Metropolitano de Detroit, Aeropuerto Metro Wayne de Detroit, Aeropuerto Metro o simplemente como DTW, es un gran aeropuerto internacional en Romulus, Míchigan, y sirve principalmente a la ciudad de Detroit. Está a 20 millas del centro de Detroit. Se trata del aeródromo más activo del estado estadounidense de Míchigan.
Detroit es el segundo centro de operaciones más grande de Northwest Airlines (en la actualidad una compañía subsidiaria de Delta Air Lines) principal usuaria del aeropuerto. También es la segunda base más grande para Spirit Airlines, que es también la segunda compañía transportista más grande del aeropuerto.
Siendo operado por la Autoridad Aeroportuaria del Condado Wayne, el aeropuerto ha sido recientemente expandido y modernizado, con seis pistas de despegue y aterrizaje principal, dos terminales, 145 entradas en servicio, un Westin Hotel adjunto y un centro de conferencias. El Anexo A de la Terminal McNamara es el segundo edificio de mayor tamaño de un aeropuerto, con una longitud de una 1.6 km (1 milla) (solo por detrás de la terminal del Aeropuerto Internacional de Kansai, que mide 1.7 km [1.06 millas ]). Sus instalaciones de mantenimiento tienen la capacidad de dar servicio y reparación a aeronaves tan grandes como un Boeing 747.
En 2007, el Aeropuerto Internacional de Detroit fue el noveno más activo de los Estados Unidos y el decimonoveno del mundo. Hasta agosto de 2008, este aeropuerto permaneció como uno de los diez más activos en cuanto a salidas y llegadas internacionales en Estados Unidos. También sirve al área de Toledo, Ohio, ubicada a 76 km (47 millas) al sur del aeropuerto, así como a la ciudad de Windsor, Ontario en Canadá.
Tiene acceso a más de 160 destinos en Canadá, Estados Unidos, México, el Caribe, Europa, Oriente Medio y Asia.

## Historia

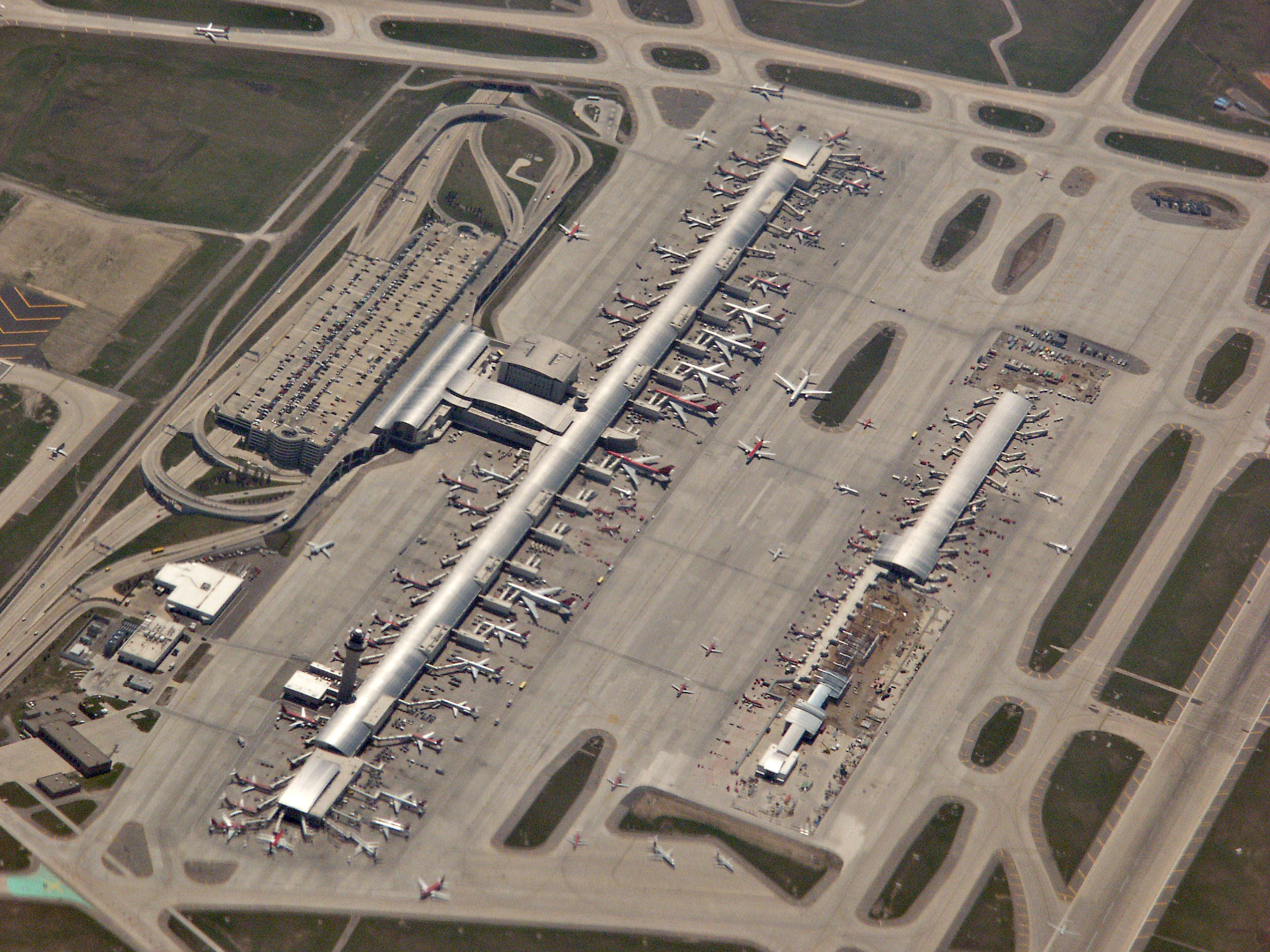
Vista aérea de DTW.

Las autoridades del Condado Wayne comenzaron a planear la construcción de un nuevo aeropuerto al oeste del condado en 1927, y el condado adquirió un terreno de alrededor de 800 m² para una instalación para la aviación, para llamarla Aeropuerto del Condado Wayne, en la esquina noreste de lo que actualmente es el aeropuerto. La construcción fue terminada en 1929, y el primer aterrizaje oficial fue el 22 de febrero de 1930. Ese mismo año, la Thompson Aeronautical Corporation, una predecesora de American Airlines, inauguró su servicio desde el Condado Wayne. Desde 1931 hasta 1945, el aeropuerto albergó las operaciones de la Guardia Nacional de Míchigan adquiridas por las Fuerzas Aéreas del Ejército de los Estados Unidos. La pista de aterrizaje original (14/32) más tarde fue sacada del servicio activo. Sin embargo, partes de ella aún continúan en servicio como las Pistas de Rodaje M-4 y P-4, cruzando del sudeste de la Pista 3R/21L hasta la Pista 9L/27R, terminando en el noreste de la Pista 3L/21R.
Entre 1947 y 1950, oficiales del condado expandieron el pequeño aeropuerto para convertirlo en el aeropuerto principal de Detroit. El aeropuerto fue renombrado como Gran Aeropuerto Detroit-Wayne en 1947 y en el transcurso de tres años triplicó su tamaño tras la construcción de tres nuevas pistas. En 1949, las pistas 3L/21R y 9L/27R fueron construidas y en 1950 se terminó la pista 4R/22L. Durante este período, la mayor parte del tráfico comercial se movió del pequeño Aeropuerto de la Ciudad de Detroit (ahora Aeropuerto Internacional Coleman Young) ubicado al noreste del centro de Detroit al Aeropuerto Willow Run (el cual era más grande) ubicado a 32 km (veinte millas) al oeste de la ciudad, y a 16 km (diez millas) al oeste del Aeropuerto del Condado Wayne.
Durante el principio de la década de 1950, Pan Am y BOAC comenzaron sus operaciones el Gran Aeropuerto Detroit-Wayne. 1956 fue un año fundamental en la historia del crecimiento del aeropuerto. La aerolínea American Airlines accedió a mudar sus operaciones a Detroit-Wayne, realizando ese cambio dos años más tarde, acompañada por otras compañías transportistas. Además, la Administración para la Aviación Civil (actualmente conocida como la FAA) anunció ese año la inclusión de aeropuerto Detroit-Wayne en el primer grupo de aeropuertos estadounidenses que recibirían nuevos equipos de radares de largo alcance, permitiendo al aeropuerto en convertirse en el primero del interior de los Estados Unidos en ser certificado para las operaciones de aeronaves a reacción. También en 1958, la Terminal L.C. Smith (Terminal Sur) fue terminada para acomodar nuevos transportistas, y el aeropuerto fue renombrado, adquiriendo su actual nombre.
En la siguiente década, el tráfico de pasajeros remanente se fue desplazando en Willow Run de forma gradual, con destino al Aeropuerto Metro, y la Terminal Norte (luego renombrada como Terminal Davey) abrió en 1966 para acomodar todas las llegadas nuevas. El creciente tráfico internacional hizo necesaria la construcción de una tercera terminal, la Terminal Internacional Michael Berry, en 1974. La última de las tres pistas originales (3R/21L) fue terminada en 1976. Una pista que cruza paralela a los vientos cruzados (9R/27L) fue abierta en 1993.
Republic Airlines comenzó su centro de operaciones en 1984, y su fusión con Northwest Airlines en 1986, expandiendo aún más este centro. Las operaciones transpacífico comenzaron en 1987 con vuelos directos a Tokio. La última de las seis pistas (4L/22R) fue completada en diciembre de 2001. La adición reciente de más importancia al Aeropuerto Metro fue la apertura de la gigantesca Terminal McNamara (1.6Km de largo, 122 accesos, costos de $1.2 millones de dólares) en 2002.
La actual Pista 3L/21R ha tenido cuatro identificaciones diferentes. Cuando fue abierta en 1949, fue solamente la Pista 3/21. Con la apertura de la nueva pista en el lado occidente, la Pista 3L/21R en 1950, la original 3/21 fue renombrada como la 3R/21L, luego con la apertura de la pista del lado este la Pista 3R/21L en 1976 fue renombrada como la Pista 3C/21C, con la apertura de la Pista 4L/22R en diciembre de 2001 y con la consecuente división del campo en dos vectores (3/21 al este y 4/22 al oeste) la Pista 3C/21C fue renombrada como la Pista 3L/21R.
Recientemente se ha mencionado un proyecto de expansión para el Aeropuerto Metro, en el cual se incluiría un sistema de ferrocarril, una pista nueva, y expansiones en las terminales. La FAA proyecta que el tráfico aéreo crecerá en un 67% en Detroit Metro en los siguientes 20 años, lo cual significaría un incremento de 60 millones de pasajeros. El sistema ferroviario conectaría a la Terminal McNamara y a la nueva Terminal Norte. También se conectaría con una instalación planeada de renta de automóviles, y con un sistema ferroviario regional en planes (llamado SEMCOG Commuter Rail). Además, el aeropuerto está considerando el alargamiento de los Anexos B y C en la Terminal McNamara. Para la financiación de los gastos para estos proyectos, la Autoridad Aeroportuaria le ha pedido al Congreso aumentar la actual cuota de $4.50 dólares para los pasajeros, a una nueva cuota de $7.00 dólares. Northwest Airlines, el principal transportista usuario de las instalaciones, se opone a utilizar ese aumento en las cuotas por motivo de uso para financiar el sistema ferroviario del aeropuerto.
La Autoridad del Aeropuerto del Condado Wayne ha propuesto una pista paralela que podría ser construida en el año 2027. Esta pista se sumaría a las cuatro pistas paralelas actuales y aliviaría congestiones de tráfico aéreo en el futuro.

## Terminales, aerolíneas y destinos

### Terminal Edward H. McNamara

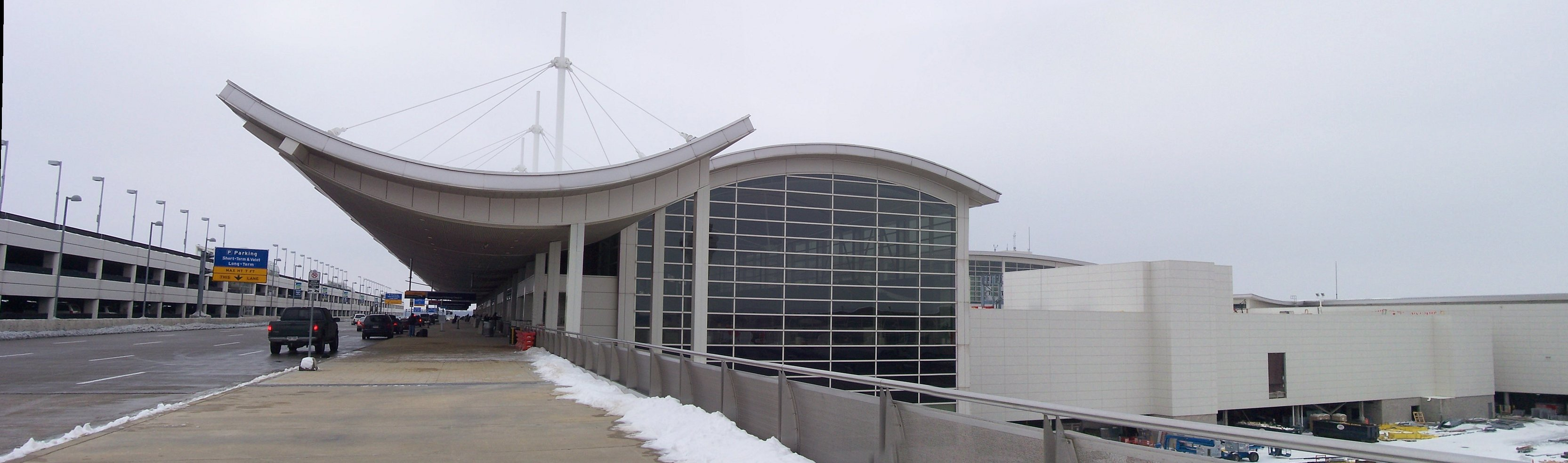
La Terminal Edward H. McNamara, diseñada por la firma de arquitectura SmithGroup.

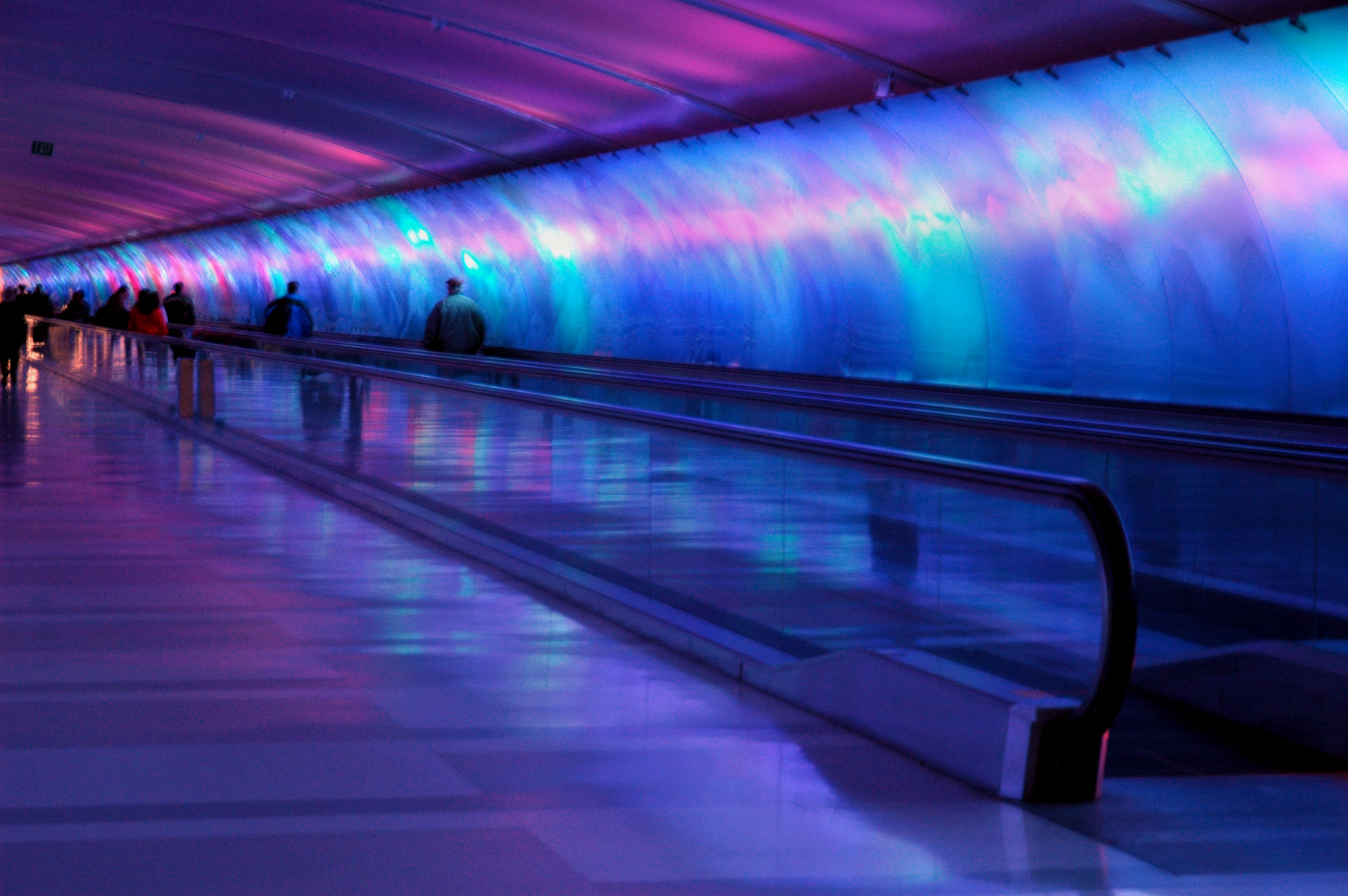
Fotografía del colorido túnel que conecta el Anexo A con los Vestíbulos B/C de la Terminal McNamara. Los patrones lumínicos están coreografiados con música.

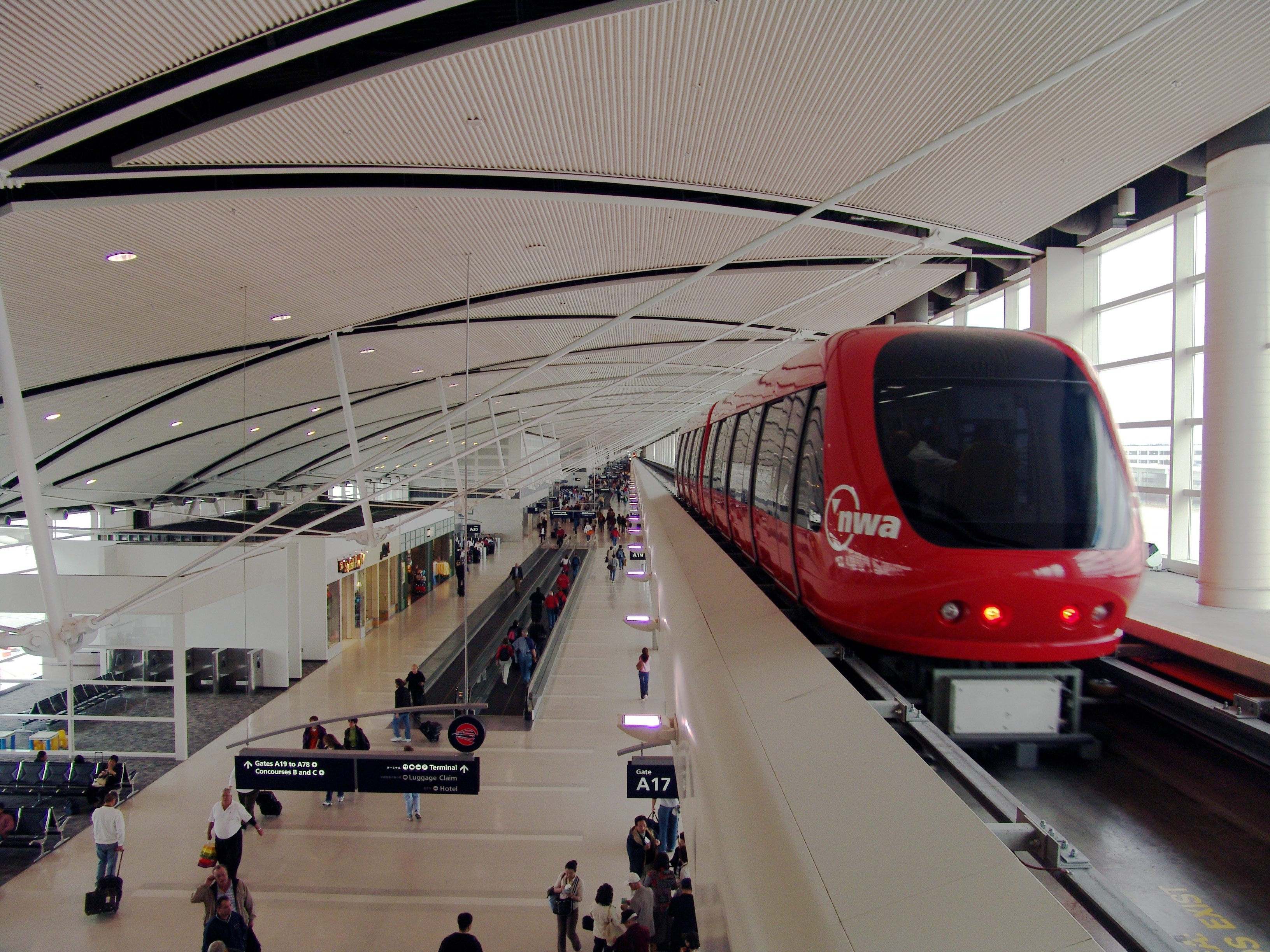
Vista de la Terminal Edward H. McNamara.

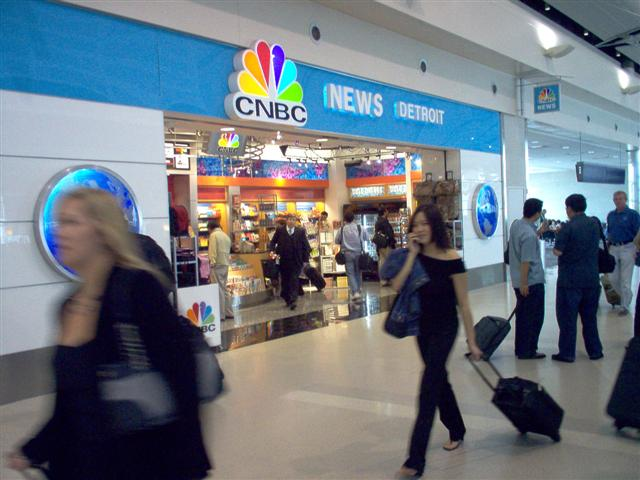
Tienda de la CNBC dentro del aeropuerto.

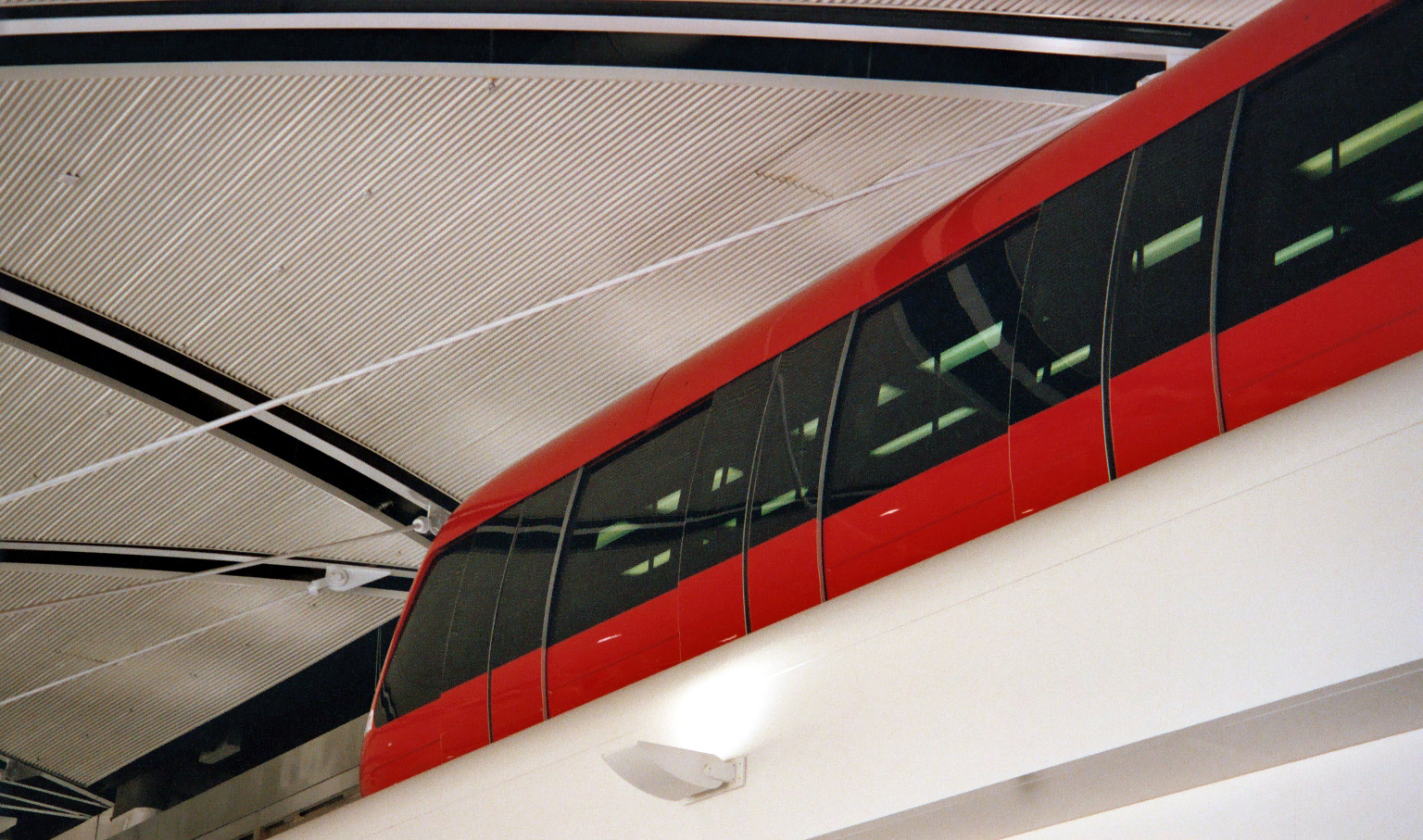
El método de transporte de pasajeros de la Terminal McNamara es un tren, el cual es usado para transportar a los pasajeros de una orilla de la terminal a la otra.

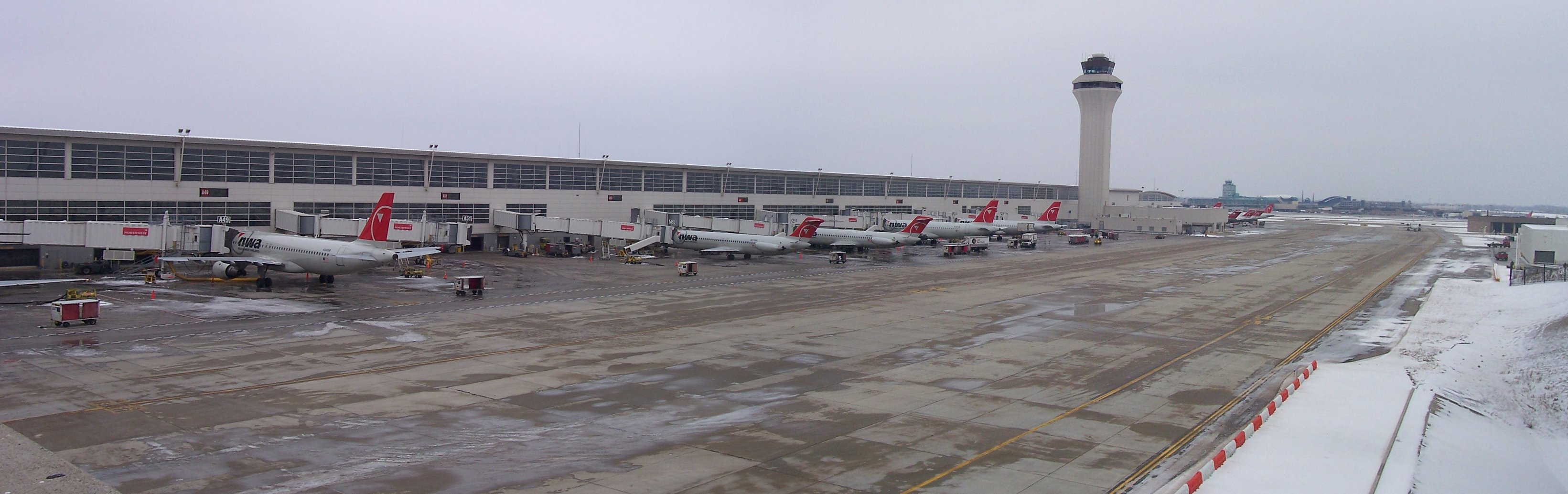
Otra fotografía de la Terminal Edward H. McNamara.

La Terminal McNamara fue abierta el 25 de febrero de 2002, diseñada por la compañía SmithGroup. Es el reemplazo para la vieja Terminal Davey, la cual fue el centro principal de operaciones para Northwest Airlines hasta el cierre de la terminal en 2002. Durante su desarrollo, la terminal fue conocida como la Terminal Midfield.
La terminal es usada exclusivamente por Delta Air Lines y su asociado, SkyTeam. Hay tres anexos principales ("A", "B" y "C"), los cuales tienen 122 entradas con restaurantes y tiendas en la zona centro del Anexo "A" (conocido como "el eslabón"). El Anexo "A" tiene un sistema de transporte conocido como ExpressTram, que transporta a los pasajeros de un extremo al otro del aeropuerto, a lo largo de un tendido de tipo ferroviario modificado de 1.6 km de largo, llegando a tres diferentes estaciones de abordaje, la "Estación Terminal" (en el centro), la "Estación Norte" y la "Estación Sur", en un tiempo de un poco más de tres minutos. La Terminal McNamara abrió un edificio nuevo para la separación del equipaje en octubre de 2008, con el cual se espera que mejore la revisión del equipaje a través de catorce máquinas diferentes de rayos x con dispositivos para detección de artefactos explosivos, las cuales están instaladas a todo lo largo del sistema de las cintas transportadoras. Northwest Airlines espera también que esto reduzca la cantidad de equipaje perdido, y que mejore la exactitud para que el equipaje llegue al vuelo correcto.
El anexo "A" tiene sesenta y cuatro entradas en total, doce de ellas son usadas para las salidas internacionales y el procesamiento de los vuelos de llegada. La intención de la construcción del anexo "A" fue el manejo de todos los vuelos de aeronaves de pequeñas compañías regionales y de todas las llegadas de vuelos internacionales. Este anexo tiene más de 2.4km (1.5 millas) de escaleras eléctricas. Se pueden encontrar señalizaciones en inglés y en japonés en toda la terminal (debido a los vuelos que van y vienen de diferentes puntos de Japón), así como en otros idiomas localizados en áreas centrales. Hay varias opciones para el consumo de alimentos de los pasajeros dentro de la terminal, entre ellos sucursales de Starbucks, Chili's, McDonalds, Little Caesars, Burger King, TCBY y Max & Erma's cerca de las entradas A31 - A47; Quiznos, Hungry Howie's, y Mrs. Fields cerca de las entradas A1 - A30; y Edy's, Tequilería José Cuervo, Mediterranean Grill, Taco Bell, Rio Wraps, Caribou Coffee y Charley's cerca de las entradas A49 - A78.
Las doce entradas internacionales tienen pasarelas de acceso dobles para agilizar el descenso de los pasajeros. También contienen dos configuraciones para salidas, dependiendo del vuelo de llegada. Los pasajeros de vuelos de cabotaje se dirigen al nivel superior de la terminal, mientras que los pasajeros de vuelos internacionales se dirigen al nivel inferior, hacia las oficinas de aduanas e inmigración, las cuales están localizadas en el nivel inferior para acelerar el procesamiento de los pasajeros (pueden manejar hasta 3200 pasajeros por hora). La oficina de inmigración lleva tanto dentro como fuera del lobby ubicado en el centro del Anexo "A", donde los pasajeros pueden disfrutar de diversos restaurantes y tiendas minoristas dentro del anexo, o continuar hacia sus destinos finales.
Los anexos "B" y "C" tienen cincuenta y ocho entradas. Son usados por aeronaves pequeñas de la compañía Delta. Casi todos los vuelos regionales disponen de pasarelas de acceso, eliminando la necesidad de hacer los abordajes de manera remota. Las tiendas y restaurantes en los anexos B y C incluyen sucursales de Einstein Bros. Bagels, A&W y Fuddruckers.

### Terminal Norte
La Terminal Norte fue abierta el 17 de septiembre de 2008. Reemplazó a las antiguas Terminales Berry y Smith, y alberga a todas las aerolíneas no pertenecientes a SkyTeam. Aún no tiene un nombre oficial.
En esta terminal se manejan los vuelos de todas las aerolíneas que no son manejadas por SkyTeam. Es considerada como el Anexo "D" del aeropuerto, ya que la Terminal McNamara tiene a los anexos A, B y C. Este anexo tiene 24 entradas (se espera que dos más sean abiertas en 2009), siendo usadas dos de ellas para el procesamiento de vuelos internacionales (esas dos entradas próximas a ser construidas en 2009 también acomodaran a vuelos internacionales). Tiene cuatro escaleras eléctricas alargadas en el nivel de vuelos de salida y otra más para los pasajeros que llegan en vuelos internacionales para tener acceso al área de Servicios Federales de Inspección. Las opciones de tiendas y restaurantes incluyen sucursales de Champps Restaurant and Bar, Cheeburger Cheeburger, Hockeytown Cafe, National Coney Island, Max & Erma's, Le Petit Bistro, la primera sucursal en un aeropuerto de Ruby Tuesday, TGI Friday's, Sports Illustrated, Borders, Brookstone, Duty Free Americas, Everything ASAP y USA Today Travel Zone.
La Terminal Norte tiene incorporados dos puntos de inspección, de forma de que permite que la operación del aeropuerto, junto con la revisión de los pasajeros sean más fluidas. La terminal también tiene instalaciones de Aduanas e Inmigración ubicadas en el nivel inferior.
La Terminal Norte pronto tendrá un Centro de Transporte Terrestre, el cual permitirá el acceso directo de la terminal a la actual estructura de estacionamiento llamada "Big Blue Deck", el cual está planeado para una expansión futura, que permitiría tener cerca de 604 espacios de estacionamiento.

## Terminales históricas

### La Terminal Michael Berry
La Terminal Michael Berry, a veces llamada simplemente Terminal Berry, fue nombrada en memoria de un antiguo inspector del aeropuerto y la diseñó el arquitecto de Detroit Louis G. Redstone. Fue inaugurada en 1974. Esta es considerada la primera terminal internacional en el Aeropuerto de Detroit.
El 17 de septiembre de 2008, la Terminal Berry fue dada de baja y la Terminal Norte (en inglés, North Terminal), pasó a reemplazarla. Todos los pasajeros provenientes del extranjero arriban a esta terminal y para continuar con su travesía, van en autobús hasta las terminales adyacentes.
Originalmente, contenía seis puertas de embarque, pese a que dos de ellas tuvieron que ser removidas en 2003 debido a la construcción de un hangar de mantenimiento perteneciente a Northwest Airlines. Esta terminal fue usada siempre para los vuelos programados, generalmente con destino al Caribe o a lugares cercanos al Trópico de Cáncer. La mayoría de estos vuelos son de Champion Air, Ryan International Airlines y de USA3000 Airlines.
La compañía alemana Lufthansa y la británica British Airways también han trabajado en esta terminal antes de ser trasladados a la Terminal McNamara y a la Terminal Norte en 2008. Pan Am y el sucesor de éste, Delta, también han hecho lo mismo, pero se han dedicado a los vuelos con destino y provenientes de Londres desde 1990.

### Terminal L.C. Smith
La terminal L. C. Smith, llamada así por su creador Leroy C. Smith, fue construida en el año 1957. Pese a que siempre se creyó lo contrario, esta no es la terminal más antigua del aeropuerto. Esta denominación corresponde, sin embargo, a la Terminal Ejecutiva (en inglés, Executive Terminal), un edificio cercano a Middlebet Road y Lucas Drive, construido en la década de 1920. Hasta el día de hoy, continúa funcionando para la empresa Signature.
Las 32 puertas de embarque de la Terminal Smith alojan vuelos de las compañías Northwest Orient Airlines, Allegheny Airlines, Eastern Airlines, y Pan Am, entre otras. Una torre de control fue incluida en la construcción, que funcionó correctamente hasta el fin de la década de 1980, cuando la torre de control que ahora se alza en el área de la Terminal McNamara la reemplazó.
La Terminal Smith alojó también vuelos procedentes de la empresa North America, como así de Northwest, Continental y más tarde, Delta, los cuales fueron trasladados a la Terminal McNamara después de que en 2002 se cerrara esta antigua terminal.
Con un diseño muy artístico al principio, la Terminal Smith finalmente fue víctima de la expansión de líneas aéreas. El diseño del edificio no permitía la expansión física de la zona de venta de entradas, por lo que para dar cabida, además de billetes contadores que se crearon a un lado, fue pedido hacer espacio a más compañías aéreas de la construcción original de la terminal. En contraste, la Terminal Norte fue construida pensando en ese problema.
El 10 de septiembre de 2008, el periódico Detroit News comunicó que la Terminal Smith no se demolería debido a que las oficinas de las autoridades del aeropuerto no estaban totalmente de acuerdo con el asunto. Entonces, la Detroit Free Press publicó el día 9 de octubre de 2008 que mantener las terminales costaría aproximadamente 4 millones de dólares anuales en utilería, un dolor de cabeza para las aerolíneas del Aeropuerto Internacional de Detroit, que pagó la suma en parte.
Pese a todo, las aerolíneas esperaban un gran ahorro de costos una vez que fueran cerradas las terminales de Berry y Smith.
Las discusiones se incrementaron cuando fue tenida en cuenta la propuesta de construir un nuevo edificio para alojar las oficinas de la autoridad del aeropuerto y su policía, que costaba aproximadamente 31.5 millones de dólares. Sin embargo, los productores de Hollywood se mostraron interesados en usar las terminales vacías para rodar un largometraje.

### Terminal James M. Davey
La Terminal Davey fue construida en el año 1966 y en un principio fue conocida como "Terminal 2" o bien, "La Terminal Norte". Fue renombrada "J. M. Davey Terminal" en 1975 en honor del primer mánager del aeropuerto, James M. Davey. Originalmente, esta terminal contenía tres pasillos. En la década de 1980 se construyó un stand de venta de entradas cuyo fin era separar los pasillos y, además sirvió para acomodar los vuelos de la empresa Northwest Airlines.
Con el tiempo, la terminal empezó a mostrar signos de deterioro, debido al descuido de las autoridades y del personal de mantenimiento.
En la década de 1990, se la añadieron más puertas de embarque. En total, había 26 puertas de embarque totalmente amontonadas, esto llevó a que la mayoría de los pasajeros considerara una verdadera molestia tener que atravesar esta terminal por el poco espacio que había entre una puerta y otra.
La Terminal Davey era originalmente la base principal de operaciones de Republic Airlines, quien se fusionó con Norwest Orient Airlines transformándose en Northwest Airlines en 1986. Luego de que esta empresa se recolocara en la Terminal McNamara, la Terminal Davey estaba lista para ser demolida.
Entre 2005 y 2006 esta terminal fue casi completamente demolida. En su lugar, se construyó la famosa Terminal Norte.

## Aerolíneas y destinos

### Pasajeros
| Aerolíneas           | Destinos |
| -------------------- | --- |
| Aeroméxico Connect   | Monterrey, Querétaro |
| Air Canada Express   | Toronto–Pearson Estacional: Montreal–Trudeau |
| Air France           | París–Charles de Gaulle |
| Alaska Airlines      | Seattle/Tacoma Estacional: Anchorage |
| American Airlines    | Charlotte, Chicago-O'Hare, Dallas/Fort Worth, Miami, Phoenix-Sky Harbor Estacional: Filadelfia |
| American Eagle       | Chicago-O'Hare, Filadelfia, Nueva York-LaGuardia, Washington–National |
| Avelo Airlines       | Estacional: New Haven, Wilmington (NC) |
| Delta Air Lines      | Ámsterdam, Atlanta, Austin, Baltimore, Boston, Búfalo, Cancún, Charleston (SC), Charlotte, Chicago-O'Hare, Ciudad de México, Dallas/Fort Worth, Denver, Filadelfia, Fort Lauderdale, Fort Myers, Fráncfort, Hartford, Honolulu, Houston–Intercontinental, Jacksonville (FL), Kansas City, Las Vegas, Londres-Heathrow, Los Ángeles, Madison, Memphis, Miami, Mineápolis/St. Paul, Myrtle Beach, Nashville, Newark, Nueva Orleans, Nueva York-LaGuardia, Nueva York–JFK, Orange County, Orlando, París–Charles de Gaulle, Phoenix-Sky Harbor, Portland (OR), Raleigh/Durham, Sacramento, Salt Lake City, San Antonio, San Diego, San Francisco, San Juan, San Luis, Savannah, Seattle/Tacoma, Seúl–Incheon, Shanghái–Pudong, Siracusa, Tampa, Tokio-Haneda, Traverse City, Washington–National, West Palm Beach Estacional: Albany, Anchorage, Bozeman, Destin/Fort Walton Beach, Dublín, Gran Caimán (inicia el 20 de diciembre de 2025), Grand Rapids, Greenville/Spartanburg, Liberia (CR) (inicia el 10 de enero de 2026), Milwaukee, Montego Bay, Múnich, Nasáu (reinicia el 20 de diciembre de 2025), Pensacola, Pittsburgh, Portland (ME), Providenciales, Puerto Vallarta, Punta Cana, Reikiavik–Keflavík, Richmond, Roma–Fiumicino, San José (CA) (finaliza el 7 de septiembre de 2025), San José del Cabo, Sarasota, Tulum |
| Delta Connection     | Albany, Alpena, Appleton, Binghamton, Birmingham (AL), Búfalo, Burlington (VT), Charleston (SC), Chattanooga, Chicago–Midway, Cincinnati, Cleveland, Columbus–Glenn, Des Moines, Elmira/Corning, Escanaba (MI), Fayetteville/Bentonville, Fort Wayne, Grand Rapids, Green Bay, Greensboro, Greenville/Spartanburg, Harrisburg, Huntsville, Indianápolis, Iron Mountain, Kalamazoo, Knoxville, Lansing, Lexington, Louisville, Madison, Marquette, Memphis, Milwaukee, Montreal–Trudeau, Norfolk, Nueva York–JFK, Omaha, Pellston, Pittsburgh, Portland (ME), Providence, Richmond, Rochester (NY), Saginaw, Sault Ste. Marie (MI), South Bend, Siracusa, Toronto–Pearson, Traverse City, Washington-Dulles, White Plains Estacional: Bangor, Savannah |
| Frontier Airlines    | Atlanta, Baltimore, Dallas/Fort Worth, Denver, Orlando, Phoenix–Sky Harbor, Raleigh/Durham |
| Icelandair           | Estacional: Reikiavik–Keflavík |
| JetBlue Airways      | Boston, Nueva York–JFK |
| Lufthansa            | Fráncfort |
| Royal Jordanian      | Amán–Reina Alia |
| Southwest Airlines   | Baltimore, Chicago–Midway, Denver, Las Vegas, Nashville, San Luis Estacional: Orlando, Phoenix-Sky Harbor, Tampa |
| Spirit Airlines      | Atlanta, Austin, Baltimore, Birmingham (AL), Boston, Cancún, Charlotte, Charleston (SC), Dallas/Fort Worth, Filadelfia, Fort Lauderdale, Fort Myers, Hartford, Houston–Intercontinental, Kansas City, Las Vegas, Los Ángeles, Louisville, Memphis, Milwaukee, Mineápolis/St. Paul, Myrtle Beach, Nashville, Newark, Norfolk, Nueva Orleans, Nueva York-LaGuardia, Orlando, Phoenix–Sky Harbor, Punta Cana, Raleigh/Durham, Richmond, Salt Lake City, San Antonio, San Diego, San Juan, San Luis, Savannah (inicia el 9 de octubre de 2025), Tampa Estacional: Pensacola |
| Sun Country Airlines | Estacional: Mineápolis/St. Paul |
| Turkish Airlines     | Estambul |
| United Airlines      | Chicago-O'Hare, Denver, Houston–Intercontinental, Newark, San Francisco Estacional: Washington-Dulles |
| United Express       | Chicago-O'Hare, Houston–Intercontinental, Newark, Washington-Dulles |
| WestJet              | Estacional: Calgary, Vancouver |

### Carga

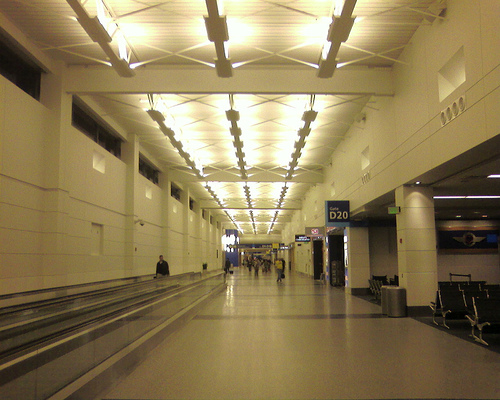
La Terminal Norte.

| Aerolíneas    | Destinos                                             |
| ------------- | ---------------------------------------------------- |
| Atlas Air     | Cincinnati                                           |
| FedEx Express | Columbus–Rickenbacker, Indianápolis, Memphis, Newark |
| UPS Airlines  | Chicago/Rockford, Filadelfia, Louisville             |

### Destinos internacionales
Se ofrece servicio a 31 destinos internacionales (13 estacionales), a cargo de 11 aerolíneas.
| Ciudades por países                                            | Nombre del aeropuerto                                  | Aerolíneas                                                         |              |              |              |
| Norteamérica                                                   | Norteamérica                                           | Norteamérica                                                       | Norteamérica | Norteamérica | Norteamérica |
| -------------------------------------------------------------- | ------------------------------------------------------ | ------------------------------------------------------------------ | ------------ | ------------ | ------------ |
| Canadá (4 destinos [2 estacionales], 3 aerolíneas)             |                                                        |                                                                    |              |              |              |
| Calgary                                                        | Aeropuerto Internacional de Calgary                    | WestJet (Estacional)                                               |              |              |              |
| Montreal                                                       | Aeropuerto Internacional Pierre Elliott Trudeau        | Air Canada Express (Estacional) / Delta Connection                 |              |              |              |
| Toronto                                                        | Aeropuerto Internacional Toronto Pearson               | Air Canada Express / Delta Connection                              |              |              |              |
| Vancouver                                                      | Aeropuerto Internacional de Vancouver                  | WestJet (Estacional)                                               |              |              |              |
| México (6 destinos [1 estacional], 3 aerolíneas)               |                                                        |                                                                    |              |              |              |
| Cancún                                                         | Aeropuerto Internacional de Cancún                     | Delta Air Lines / Spirit Airlines                                  |              |              |              |
| Ciudad de México                                               | Aeropuerto Internacional de la Ciudad de México        | Delta Air Lines                                                    |              |              |              |
| Monterrey                                                      | Aeropuerto Internacional de Monterrey                  | Aeroméxico Connect                                                 |              |              |              |
| Puerto Vallarta                                                | Aeropuerto Internacional de Puerto Vallarta            | Delta Air Lines (Estacional)                                       |              |              |              |
| Querétaro                                                      | Aeropuerto Intercontinental de Querétaro               | Aeroméxico Connect                                                 |              |              |              |
| San José del Cabo                                              | Aeropuerto Internacional de Los Cabos                  | Delta Air Lines (Estacional)                                       |              |              |              |
| Tulum                                                          | Aeropuerto Internacional de Tulum                      | Delta Air Lines (Estacional)                                       |              |              |              |
| Centroamérica y El Caribe                                      |                                                        |                                                                    |              |              |              |
| Bahamas (1 destino [estacional], 1 aerolínea)                  |                                                        |                                                                    |              |              |              |
| Nasáu                                                          | Aeropuerto Internacional Lynden Pindling               | Delta Air Lines (Estacional) (reinicia el 20 de diciembre de 2025) |              |              |              |
| Costa Rica (1 destino [estacional], 1 aerolínea)               |                                                        |                                                                    |              |              |              |
| Liberia                                                        | Aeropuerto de Guanacaste                               | Delta Air Lines (Estacional) (inicia el 10 de enero de 2026)       |              |              |              |
| Islas Caimán (1 destino [estacional], 1 aerolínea)             |                                                        |                                                                    |              |              |              |
| George Town                                                    | Aeropuerto Internacional Owen Roberts                  | Delta Air Lines (Estacional) (inicia el 20 de diciembre de 2025)   |              |              |              |
| Islas Turcas y Caicos (1 destino [estacional], 1 aerolínea)    |                                                        |                                                                    |              |              |              |
| Providenciales                                                 | Aeropuerto Internacional de Providenciales             | Delta Air Lines (Estacional)                                       |              |              |              |
| Jamaica (1 destino [estacional], 1 aerolínea)                  |                                                        |                                                                    |              |              |              |
| Montego Bay                                                    | Aeropuerto Internacional Sir Donald Sangster           | Delta Air Lines (Estacional)                                       |              |              |              |
| Puerto Rico (1 destino, 2 aerolíneas)                          |                                                        |                                                                    |              |              |              |
| San Juan                                                       | Aeropuerto Internacional Luis Muñoz Marín              | Delta Air Lines / Spirit Airlines                                  |              |              |              |
| República Dominicana (1 destino, 2 aerolíneas)                 |                                                        |                                                                    |              |              |              |
| Punta Cana                                                     | Aeropuerto Internacional de Punta Cana                 | Delta Air Lines (Estacional) / Spirit Airlines                     |              |              |              |
| Asia                                                           |                                                        |                                                                    |              |              |              |
| China (1 destino, 1 aerolínea)                                 |                                                        |                                                                    |              |              |              |
| Shanghái                                                       | Aeropuerto Internacional de Shanghái-Pudong            | Delta Air Lines                                                    |              |              |              |
| Corea del Sur (1 destino, 1 aerolínea)                         |                                                        |                                                                    |              |              |              |
| Seúl                                                           | Aeropuerto Internacional de Incheon                    | Delta Air Lines                                                    |              |              |              |
| Japón (1 destino, 1 aerolínea)                                 |                                                        |                                                                    |              |              |              |
| Tokio                                                          | Aeropuerto Internacional de Haneda                     | Delta Air Lines                                                    |              |              |              |
| Jordania (1 destino, 1 aerolínea)                              |                                                        |                                                                    |              |              |              |
| Amán                                                           | Aeropuerto Internacional de la Reina Alia              | Royal Jordanian                                                    |              |              |              |
| Europa                                                         |                                                        |                                                                    |              |              |              |
| Alemania (1 destino, 2 aerolíneas)                             |                                                        |                                                                    |              |              |              |
| Fráncfort                                                      | Aeropuerto de Fráncfort del Meno                       | Delta Air Lines / Lufthansa                                        |              |              |              |
| Múnich                                                         | Aeropuerto Internacional de Múnich-Franz Josef Strauss | Delta Air Lines (Estacional)                                       |              |              |              |
| Francia (1 destino, 2 aerolíneas)                              |                                                        |                                                                    |              |              |              |
| París                                                          | Aeropuerto de París-Charles de Gaulle                  | Air France / Delta Air Lines                                       |              |              |              |
| Irlanda (1 destino [estacional], 1 aerolínea)                  |                                                        |                                                                    |              |              |              |
| Dublín                                                         | Aeropuerto de Dublín                                   | Delta Air Lines (Estacional)                                       |              |              |              |
| Islandia (1 destino [estacional], 2 aerolíneas)                |                                                        |                                                                    |              |              |              |
| Reikiavik                                                      | Aeropuerto Internacional de Keflavík                   | Delta Air Lines (Estacional) / Icelandair (Estacional)             |              |              |              |
| Italia (1 destino, 1 aerolínea)                                |                                                        |                                                                    |              |              |              |
| Roma                                                           | Aeropuerto de Roma-Fiumicino                           | Delta Air Lines (Estacional)                                       |              |              |              |
| Países Bajos (1 destino, 1 aerolínea)                          |                                                        |                                                                    |              |              |              |
| Ámsterdam                                                      | Aeropuerto de Ámsterdam-Schiphol                       | Delta Air Lines                                                    |              |              |              |
| Reino Unido (1 destino, 1 aerolínea)                           |                                                        |                                                                    |              |              |              |
| Londres                                                        | Aeropuerto de Londres-Heathrow                         | Delta Air Lines                                                    |              |              |              |
| Turquía (1 destino, 1 aerolínea)                               |                                                        |                                                                    |              |              |              |
| Estambul                                                       | Aeropuerto de Estambul                                 | Turkish Airlines                                                   |              |              |              |
| Total: 31 destinos (13 estacionales), 20 países, 11 aerolíneas |                                                        |                                                                    |              |              |              |

## Estacionamiento y transporte terrestre
La Estructura de Estacionamiento de la Terminal McNamara es una instalación de 10 niveles construida en un área de treinta y seis hectáreas (ochenta y nueve acres), que fue inaugurada en febrero de 2002. Es una de las estructuras de estacionamiento más grandes del mundo. Incluye un centro de transporte terrestre, un puente para peatones, dos centros de registro de equipaje, cintas transportadoras, y puentes para la transportación del equipaje, seis baños, tres oficinas para oficiales del estacionamiento, y dos subestaciones eléctricas. La estructura en sí puede estacionar 11.489 automóviles en siete grupos de usuarios. El estacionamiento para la Terminal Norte es ofrecido en un estacionamiento conocido como The Big Blue Deck.
Existen dos lotes para estacionamiento al aire libre adicionales, llamados "amarillo" y "rojo", los que sirven en casos de desbordamiento de estacionamientos. El diario "Detroit Free Press" hizo notar el día 9 de octubre de 2008 que uno de estos dos lotes (sin especificar cuál) sería cerrado en un futuro cercano debido a cortes en el presupuesto del aeropuerto. Cuatro lotes de estacionamiento adicionales privados, están ubicados fuera de los terrenos del aeropuerto (Airlines Parking, Park 'N' Go, Qwik Park, U.S. Park).
El aeropuerto es accesible desde la Interestatal 94, y es la entrada más cercana a las Terminales Berry y Smith, y desde la Interestatal 275 vía Eureka Road, que es la más cercana a la Terminal McNamara. La entrada por John D. Dingell Drive es una vía rápida que corre desde la Interestatal 94 hasta Eureka Road. Esta vía rápida fue construida en 1999 para tener un acceso a la Terminal McNamara. Muchos otros caminos y carreteras locales (Goddard Road, Northline Road, Ecorse Road, Middlebelt Road, Merriman Road y Wick Road) también tienen acceso al aeropuerto y sus propiedades circundantes.
Cinco compañías diferentes de renta de automóviles le dan servicio al aeropuerto (Alamo Rent A Car, Avis Rent a Car System, Dollar-Thrifty Automotive Group, Enterprise Rent-A-Car y The Hertz Corporation). El servicio de taxis es proveído por Metro Airport Taxi, mientras que el servicio de limosinas y vehículos de lujo es provisto por Checker Sedan.
La Autoridad Periurbana para el Transporte Regional provee las rutas de autobuses 125 (Fort Street - Detroit) y 280 (Middlebelt Road), un autobús por hora, que conecta el aeropuerto con el resto del área metropolitana de Detroit. Trayectos cortos de Terminal a Terminal proveen de transporte gratuito entre la Terminales McNamara y Norte. La compañía Robert Q. Airbus también tiene servicio a puntos relativamente cortos de manera independiente, y la mayoría de los hoteles localizados dentro del perímetro del aeropuerto proveen de estos servicios también.
La compañía Míchigan Flyer provee de servicios de autobuses entre el aeropuerto y Ann Arbor, East Lansing y Jackson ocho veces al día.

## Estadísticas

### Rutas más transitadas

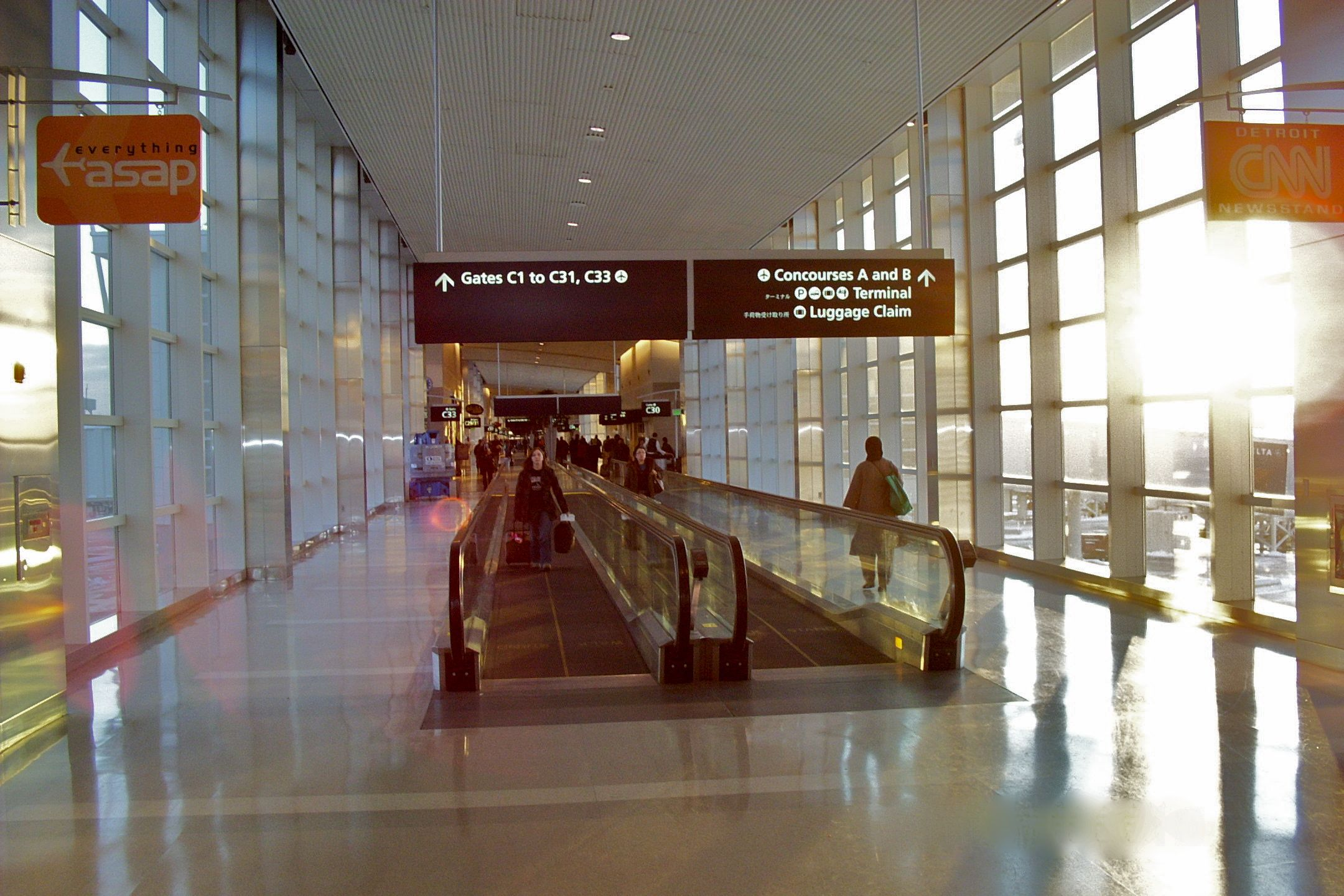
Sala C del aeropuerto.

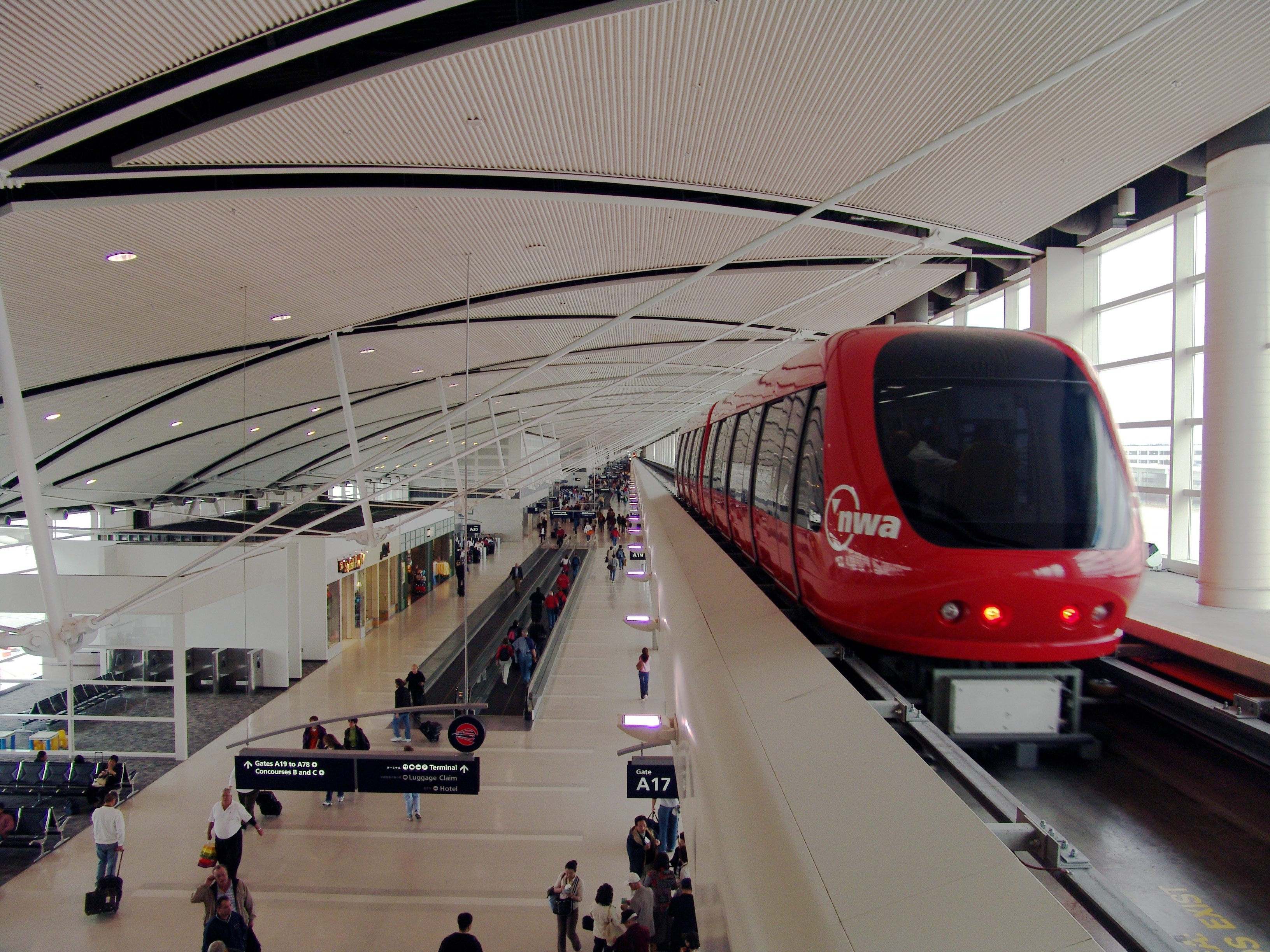
El ExpressTram transporta a los pasajeros a través de las tres estaciones en la Terminal McNamara.

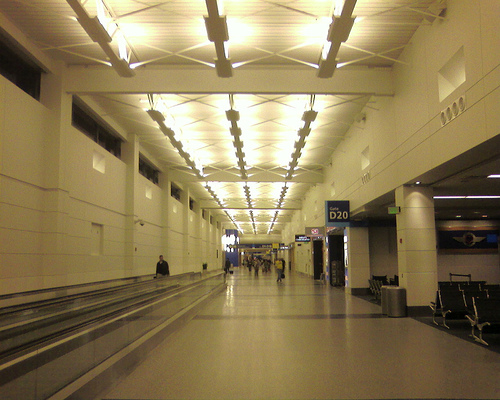
Terminal Norte del aeropuerto.

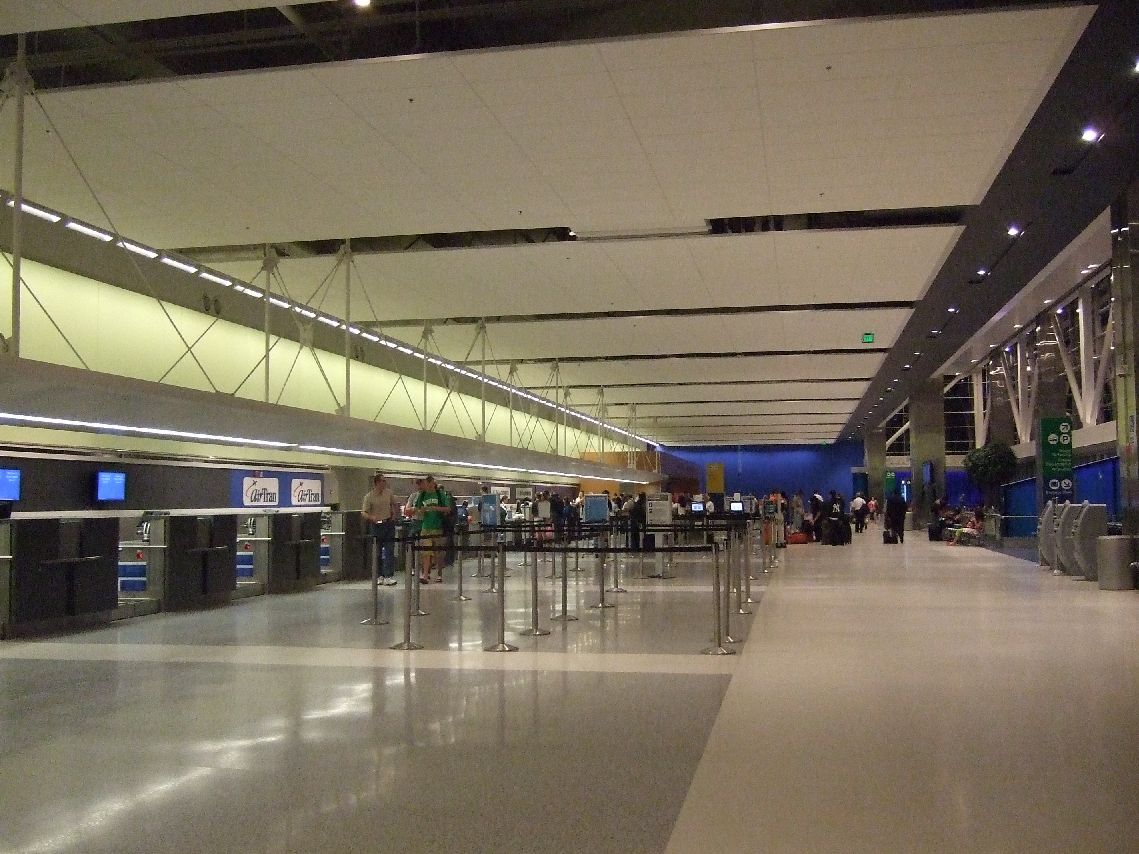
Mostradores de documentación de la Terminal Norte.

| Número | Ciudad                   | Pasajeros | Aerolínea |
| ------ | ------------------------ | --------- | --- |
| 1      | Atlanta, Georgia         | 825,000   | Delta Air Lines, Spirit Airlines                                                                                          |
| 2      | Orlando, Florida         | 662,000   | Delta Air Lines, Frontier Airlines, Southwest Airlines, Spirit Airlines                                                   |
| 3      | Nueva York, Nueva York   | 532,000   | American Eagle, Delta Air Lines, Spirit Airlines                                                                          |
| 4      | Dallas, Texas            | 411,000   | American Airlines, Delta Air Lines, Spirit Airlines                                                                       |
| 5      | Las Vegas, Nevada        | 500,000   | Delta Air Lines, Frontier Airlines, Southwest Airlines, Spirit Airlines                                                   |
| 6      | Los Ángeles, California  | 459,000   | Delta Air Lines, Spirit Airlines                                                                                          |
| 7      | Denver, Colorado         | 449,000   | Delta Air Lines, Frontier Airlines, Southwest Airlines, Spirit Airlines, United Airlines                                  |
| 8      | Fort Lauderdale, Florida | 417,000   | Delta Air Lines, Spirit Airlines                                                                                          |
| 9      | Chicago, Illinois        | 414,000   | American Airlines, American Eagle, Delta Air Lines, Delta Connection, Southwest Airlines, United Airlines, United Express |
| 10     | Phoenix, Arizona         | 390,000   | American Airlines, Delta Air Lines, Frontier Airlines, Southwest Airlines, Spirit Airlines                                |

| Número | Ciudad                   | Pasajeros | Aerolínea                                           |
| ------ | ------------------------ | --------- | --------------------------------------------------- |
| 1      | Ámsterdam, Países Bajos  | 347,856   | Delta Air Lines                                     |
| 2      | París, Francia           | 314,063   | Air France, Delta Air Lines                         |
| 3      | Cancún, México           | 306,594   | Delta Air Lines, Frontier Airlines, Spirit Airlines |
| 4      | Toronto, Canadá          | 153,619   | Air Canada Express, Delta Connection                |
| 5      | Fráncfort, Alemania      | 145,448   | Delta Air Lines, Lufthansa                          |
| 6      | Seúl, Corea del Sur      | 130,620   | Delta Air Lines                                     |
| 7      | Montreal, Canadá         | 128,873   | Air Canada Express, Delta Connection                |
| 8      | Londres, Reino Unido     | 115,796   | Delta Air Lines                                     |
| 9      | Ciudad de México, México | 72,619    | Delta Air Lines                                     |
| 10     | Múnich, Alemania         | 50,340    | Delta Air Lines                                     |

### Tráfico anual
| Año  | Pasajeros  |  | Año  | Pasajeros  |  | Año  | Pasajeros  |  |
| ---- | ---------- |  | ---- | ---------- |  | ---- | ---------- |  |
| 1995 | 28,298,215 |  | 2005 | 36,383,514 |  | 2015 | 33,440,112 |  |
| 1996 | 27,408,666 |  | 2006 | 35,972,673 |  | 2016 | 34,401,254 |  |
| 1997 | 30,732,871 |  | 2007 | 36,013,478 |  | 2017 | 34,701,497 |  |
| 1998 | 30,803,158 |  | 2008 | 35,135,828 |  | 2018 | 35,236,676 |  |
| 1999 | 33,967,819 |  | 2009 | 31,357,388 |  | 2019 | 36,769,279 |  |
| 2000 | 35,535,080 |  | 2010 | 32,377,064 |  | 2020 | 14,105,007 |  |
| 2001 | 32,631,463 |  | 2011 | 32,406,159 |  | 2021 | 23,610,765 |  |
| 2002 | 32,477,694 |  | 2012 | 32,242,473 |  | 2022 | 28,160,572 |  |
| 2003 | 32,738,900 |  | 2013 | 32,389,544 |  | 2023 | 31,453,486 |  |
| 2004 | 35,229,705 |  | 2014 | 32,513,555 |  | 2024 | 32,971,060 |  |

## Premios
El Aeropuerto Internacional de Detroit ha recibido, en los últimos años distintos reconocimientos, gracias a su uso y servicio.
En 2007, J.D. Power and Associates clasificó al Aeropuerto Metro en el número 2 en general por satisfacción del cliente entre los aeropuertos más grandes de Estados Unidos en 2007, el año anterior fue el número 4. Airports Council International (ACI) ubicó al Aeropuerto Metro como el séptimo mejor aeropuerto en Norteamérica en 2007. ACI también lo nombró como el tercer mejor aeropuerto con afluencias de entre 25 y 40 millones de pasajeros en 2007. En 2007, Airports Council International (ACI) ubicó al Aeropuerto Metro como el tercer mejor aeropuerto en Norteamérica, junto con el aeropuerto de Ottawa, Canadá en 2006. ACI también lo nombró como el tercer mejor aeropuerto con afluencias de entre 25 y 40 millones de pasajeros en 2006.

## Accidentes e incidentes
- El 16 de agosto de 1987, un McDonnell Douglas MD-82 operado como el Vuelo 255 de Northwest Airlines,[42] en ruta hacia Phoenix, Arizona y Santa Ana, California, se estrelló al despegar de la Pista 3 Centro del aeropuerto, que mide 2.590m (8.500 pies) (ahora Pista 3L). Solo sobrevivió una niña de nombre Cecelia Cichan, quien perdió a ambos padres y a un hermano en el accidente. La NTSB determinó que el accidente fue el resultado de una falla por parte de la tripulación al no desplegar los flaps antes de despegar, resultando en la falta de la fuerza ascensional necesaria. La aeronave se estrelló en un puente elevado sobre la Interestatal 94, al noreste del final de la pista de despegue,

- El 3 de diciembre de 1990, un avión de tipo McDonnell Douglas DC-9-14 operado como el Vuelo 1482 de Northwest Airlines, en ruta hacia Pittsburgh,[43] colisionó con un Boeing 727-200 Adv. operado como el Vuelo 299 de Northwest Airlines[44] (este en ruta hacia Memphis, Tennessee), en la Pista 03C. Murieron siete pasajeros y un asistente de vuelo del Vuelo 1482. La causa del accidente fue clasificada como "error del piloto".

- El 9 de enero de 1997, una aeronave de Embraer EMB 120 Brasilia operada como el Vuelo 3272 de Comair se estrelló de nariz a 18 millas (28,9 km) del aeropuerto al acercarse a Detroit. Los 26 pasajeros y los 3 miembros de la tripulación murieron. La causa oficial probable del accidente fue la "falla de la FAA en establecer un estándar adecuado de certificación de aeronaves para vuelos en condiciones de nevada, la falla de la FAA en la implementación por parte de los transportistas aéreos con base en Estados Unidos en garantizar un procedimiento aprobado por la FAA/CTA para la operación del sistema de descongelamiento del avión accidentado, y la falla de la FAA en requerir el establecimiento de velocidades de vuelo mínimas adecuadas para condiciones de nevada."[45]

- El 25 de diciembre de 2009, un hombre de nacionalidad nigeriana encendió un artefacto explosivo (antes de aterrizar en Detroit) en el Vuelo 253 de Northwest Airlines, un Airbus A330 en ruta del aeropuerto de Ámsterdam hacia el aeropuerto de Detroit. El artefacto no estalló y el sospechoso sufrió quemaduras en la parte baja del cuerpo, así como otros tres pasajeros sufrieron heridas menores. La Casa Blanca ha considerado a este incidente como un ataque terrorista.[46]

## Aeropuertos cercanos
Los aeropuertos más cercanos son:
- Aeropuerto de Windsor (33km)
- Aeropuerto Express de Toledo (79km)
- Aeropuerto Internacional Bishop (89km)
- Aeropuerto Internacional Lansing Capital City (119km)
- Aeropuerto de Sarnia (121km)